# Dendrosenecio
Dendrosenecio é um género botânico pertencente à família Asteraceae.